# Блежани (Арђеш)
Блежани (рум. Blejani) насеље је у Румунији у округу Арђеш у општини Ведеа. Oпштина се налази на надморској висини од 354 m.

## Становништво
Према подацима из 2002. године у насељу је живело 146 становника, од којих су сви румунске националности.